# Nyssodesmus bivirgatus
Nyssodesmus bivirgatus är en mångfotingart som först beskrevs av Carl 1902.  Nyssodesmus bivirgatus ingår i släktet Nyssodesmus och familjen Platyrhacidae. Inga underarter finns listade i Catalogue of Life.